# Bulgares du Brésil
Les Bulgares du Brésil (en portugais : búlgaro-brasileiros, en bulgare : бразилци българи) sont des citoyens brésiliens qui sont totalement ou partiellement d'origine bulgare ou sont des personnes nées en Bulgarie résidant au Brésil.
Selon les estimations de 2011, environ 65 000 Bulgares ou personnes d'origine bulgare vivent actuellement au Brésil.

## Brésiliens d'origine bulgare célèbres
La citoyenne brésilienne d'origine bulgare la plus célèbre est sans doute Dilma Rousseff, ex-présidente et première femme présidente du Brésil. Son père, Pétŭr, né à Gabrovo, a été contraint de fuir la Bulgarie en 1929 en raison des persécutions politiques. Sa victoire lors de l'élection présidentielle brésilienne de 2010 a suscité beaucoup d'enthousiasme en Bulgarie.